# Distrikt Estique
Der Distrikt Estique liegt in der Provinz Tarata in der Region Tacna in Südwest-Peru. Der Distrikt wurde am 2. Januar 1857 gegründet. Er besitzt eine Fläche von 295 km². Beim Zensus 2017 wurden 261 Einwohner gezählt. Im Jahr 1993 lag die Einwohnerzahl bei 319, im Jahr 2007 bei 551. Die Distriktverwaltung befindet sich in der 3148 m hoch gelegenen Ortschaft Estique (auch Estique Pueblo) mit 101 Einwohnern (Stand 2017). Estique befindet sich 7,5 km südlich der Provinzhauptstadt Tarata.

## Geographische Lage
Der Distrikt Estique liegt an der Südflanke der Cordillera Volcánica im Südosten der Provinz Tarata. Der Río Sayllana, linker Nebenfluss des Río Sama, verläuft entlang der nördlichen Distriktgrenze nach Westen.
Der Distrikt Estique grenzt im Westen an den Distrikt Estique Pampa, im Norden an den Distrikt Tarucachi, im Osten an den Distrikt Palca, im Südosten an die Distrikte Pachía und Ciudad Nueva sowie im äußersten Südwesten an den Distrikt Alto de la Alianza (die vier zuletzt genannten Distrikte gehören zur Provinz Tacna). 

## Ortschaften
Im Distrikt gibt es neben dem Hauptort folgende Ortschaften:
- Barroso
- Palquilla
- Talabaya